# Соверато
Соверато (итал. Soverato) — город и коммуна в Италии, располагается в регионе Калабрия, подчиняется административному центру Катандзаро.
Население составляет 9859 человек (на 2004 г.), плотность населения составляет 1314,6 чел./км². Занимает площадь 7,7 км². Почтовый индекс — 88068. Телефонный код — 0967.
Покровителями коммуны почитаются Пресвятая Богородица (Maria SS Addolorata), празднование 15 сентября, а также San Giovanni Bosco.
Соседние коммуны: Монтепаоне, Петрицци, Сатриано.